# Delphine Moriau
Delphine Moriau (6 dicembre 1973) è una doppiatrice e attrice belga.

## Biografia
Ha frequentato il Conservatorio Reale di Bruxelles dal 1992 al 1995, successivamente ha debuttato in teatro. Nel 1999 è iniziata la sua carriera nel doppiaggio.

## Doppiaggio

### Animazione
- I Cavalieri dello zodiaco (Lady Isabel (OAV))
- Mirmo! (Yaki)
- One Piece (Nami)
- Pokémon 2 - La Forza di Uno (Maren)
- Pokémon (Chiara, Fiammetta, Camilla)
- Magic Knight Rayearth (Mira)
- Winx Club (Aisha)

### Telefilm
- Terra nostra (Ana Paula Arósio)